# What They Had
What They Had es una película estadounidense de 2018 drama escrita y dirigida por Elizabeth Chomko, y protagonizada por Hilary Swank, Michael Shannon, Robert Forster, Blythe Danner, Taissa Farmiga, y Josh Lucas.
La película tuvo su premier mundial  en el Festival de Cine de Sundance el 21 de enero de 2018, y fue estrenada en los Estados Unidos el 19 de octubre de 2018 por Bleecker Street.

## Reparto
- Hilary Swank como Bridget Ertz.
- Michael Shannon como Nicky.
- Robert Forster como Burt.
- Blythe Danner como Ruth.
- Taissa Farmiga como Emma Ertz.
- Josh Lucas
- Sarah Sutherland
- Aimee Garcia como Dr. Zoe
- Jay Montepare como David.
- Jennifer Robideau como Rachel.

## Producción

### Desarrollo
En 2014, Elizabeth Chomko fue seleccionada para el Screenwriters Lab del Instituto de Sundance con un guion para la película de drama What They Had. En septiembre de 2015, se anunció que el guion de Chomko fue el ganador para el Nicholl Fellowships in Screenwriting. En junio de 2016, Chomko reveló que también dirigiría la película desde su guion. Albert Berger y Ron Yerxa fueron más tarde confirmados como productores para Bona Fide Productions, junto con Bill Holderman, y Andrew Duncan y Alex Saks produciendo para June Pictures, y Keith Kjarval produciendo para Unified Pictures.

### Reparto
El 17 de marzo de 2017,  se informó que Hilary Swank, Michael Shannon, Robert Forster, Blythe Danner, y Taissa Farmiga se habían uniodo a la película. Sarah Sutherland se unió en agosto de 2017.

### Rodaje
La fotografía principal comenzó el 22 de marzo de 2017 en Chicago, Illinois. El 28 de marzo, miembros la Legión Estadounidense de Amboy realizaron un servicio nunto a la tumba para una escena en la película en Westchester, Illinois. Conboy Westchester Funeral Home también gospedó al reparto y la producción para filmar el 28 de marzo. La producción tuvo lugar en Hyde Park, Chicago por más de dos semanas, concluyendo el 17 de abril. El rodaje se completó en Los Ángeles el 2 de mayo de 2017.

## Música
En diciembre de 2017,  se reportó que Danny Mulhern compondría la banda sonora de la película.

## Estreno
En mayo de 2017, Bleecker Street adquirió los derechos de distribución doméstica de la película. Tuvo su premier mundial  en el Festival de Cine de Sundance el 21 de enero de 2018. What They Had inicialmente se estrenaría el 16 de marzo de 2018, pero fue atrasada al 19 de octubre de 2018.

## Recepción
What They Had ha recibido reseñas positivas de parte de la crítica y de la audiencia. En el portal de internet Rotten Tomatoes, la película posee una aprobación de 87%, basada en 121 reseñas, con una calificación de 7.1/10, y un consenso crítico que diceː "What They Had encuentra risas y lágrimas en su representación de una familia en una encrucijada, con la escritora y directora Elizabeth Chomko obteniendo actuaciones sobresalientes de un elenco talentoso." De parte de la audiencia tiene una aprobación de 82%, basada en más de 500 votos, con una calificación de 4.0/5.
El sitio web Metacritic le ha dado a la película una puntuación de 69 de 100, basada en 24 reseñas, indicando "reseñas generalmente favorables". Las audiencias encuestadas por CinemaScore le han dado a la película una "A-" en una escala de A+ a F, mientras que en el sitio IMDb los usuarios le han dado una calificación de 6.7/10, sobre la base de 4393 votos. En la página web FilmAffinity la cinta tiene una calificación de 6.2/10, basada en 405 votos.